# درایو. ای‌آی
درایو.ای‌آی از شرکت‌های تابعه اپل و یک شرکت فناوری آمریکایی است که دفتر مرکزی آن در مانتین ویو کالیفرنیا قرار دارد. این شرکت با استفاده از هوش مصنوعی سیستم‌های خودران برای ماشین‌ها می‌سازد، همچنین نشان داده‌است که وسیله نقلیه به‌طور مستقل و خودران در حالی که راننده روی صندلی مسافر نشسته و امنیت کامل دارد حرکت می‌کند.
تا به امروز، این شرکت تقریباً ۷۷ میلیون دلار سرمایه کسب کرده‌است. از فناوری شرکت درایو. ای آی می‌توان برای ایجاد وسیله نقلیه خودران استفاده کرد.
در ماه مه ۲۰۱۸، داریو. ای آی در فریسکو، تگزاسیک برنامه آزمایشی را به منظور آزمایش اولین سرویس دهی حمل مسافر بر روی وسایل نقلیه شرکت انجام داد.
در ژوئن ۲۰۱۹، تنها چند روز قبل از تعطیل شدن و برچیده شدن شرکت، توسط اپل خریداری شد چراکه که عموماً علاقه‌مند به خرید چنین شرکت‌هایی برای پروژه خودروسازی خود می‌باشد.

## تاریخچه
درایو. ای آی در سال ۲۰۱۵ با همکاری آزمایشگاه هوش مصنوعی دانشگاه استنفورد توسط گروهی از دانشجویان کارشناسی ارشد و دکترا از آزمایشگاه تحقیقاتی اندرو ان جی تأسیس شد.
این گروه در ابتدا برای ایجاد یک کیت مقاوم‌سازی به جهت اضافه کردن سیستم رانندگی خودران خود به خودروهای موجود کار کرد.
در آگوست ۲۰۱۶، این شرکت با بودجه ۱۲ میلیون دلاری از حالت پنهان خارج شد و سیزدهمین شرکت در کالیفرنیا شد که مجوز آزمایش وسایل نقلیه خودران را دریافت کرد.
سرمایه‌گذاری اولیه شرکت توسط نورتن لایت (به انگلیسی:Northern Ligh)، اوریزا ونچر (به انگلیسی:Oriza Ventures)و صندوق سرمایه‌گذاری اینواسپیرینگ (به انگلیسی:InnoSpring) بود.
در ژوئن ۲۰۱۷، درایو. ای آی ۵۰ میلیون دلار به رهبری نیواینترپرایس با مشارکت جی‌جی‌وی کپیتال، نورتن لایت (به انگلیسی:Northern Light)، ونچر کپیتال (به انگلیسی :Venture Capital) و سایر سرمایه‌گذاران قبلی جمع‌آوری کرد.
به عنوان بخشی از اعلامیه بودجه، شرکت اعلام کرد که اندرو ان جی به هیئت مدیره آن پیوسته‌است.
در همان ماه لیفت (شرکت) شراکتی با درایو. ای آی برای اجرای یک برنامه آزمایشی در سانفرانسیسکو که ناوگان آزمایشی درایو. ای آی را از طریق پلت فرم لیفت (به انگلیسی: Lyft) اجرا می‌کند، اعلام کرد.
۱۵ میلیون دلار اضافی در سپتامبر ۲۰۱۷ با مشارکت گرب که یک شرکت فناوری سواری در آسیای جنوب شرقی است جمع‌آوری کرد.
در ماه مه ۲۰۱۸، اعلام شد که داریو. ای آی با انجمن مدیریت حمل و نقل فریسکو، تگزاس کار می‌کند و در طی یک برنامه آزمایشی اولیه ۶ ماهه، خدمات خودروی مسافربری خودران را در فریسکو، تگزاس منتشر می‌کند.
این اولین استقرار عمومی اتومبیل‌های خودران در تگزاس بود. برنامه آزمایشی در ابتدا از رانندگان مطمئن برای نظارت بر عملکرد خودرو استفاده می‌کند، اما در نهایت با نظارت از راه دور به عملیات بدون راننده منتقل می‌شود. برنامهٔ داریو. ای آی توسط رانندگان برای رانندگی استفاده خواهد شد.در ابتدا، این برنامه به عنوان یک سرویس مشترک در یک منطقه ثابت شامل خرده فروشی، سرگرمی و فضاهای اداری با استفاده از مکان‌های تعیین شده برای تحویل کار خواهد کرد.
در طول دوره آزمایشی، داریو. ای آی آموزش عمومی در مورد فناوری خودران خود را ارائه کرد.
در اکتبر ۲۰۱۸، داریو. ای آی اعلام کرد که خدمات خودروی خودران خود را در آرلینگتون، تگزاس راه‌اندازی می‌کند و اولین شرکتی است که در فضای خودروهای خودران درآمد کسب کرده‌است. این سرویس شامل سه وسیله نقلیه خواهد بود که در چندین مسیر در بخش‌های مختلف شهر از جمله ورزشگاه ای تی اند تی حرکت می‌کنند.

## تکنولوژی
این شرکت ناوگانی از لینکلن ام‌کی‌زی، آئودی ای۴ و نیسان ان‌وی۲۰۰ برای آزمایش در کالیفرنیا دارد.
در فوریه ۲۰۱۷، درایو. ای آی اولین فیلم ویدئویی فناوری خود را منتشر کرد که یکی از خودروهای لینکن ام کی زی خودران خود را نشان می‌دهد که در خیابان‌های مانتین ویو کالیفرنیا زیر باران و در هوای تاریک حرکت می‌کند. این یک ضبط اولیه از یک وسیله نقلیه خودران بود که  کاملاً مستقل در شب یا در آب و هوای نامساعد کار می‌کرد.
در مه ۲۰۱۸، داریو. ای آی ویدئویی منتشر کرد که در آن یک خودروی بدون راننده نیسان ان‌وی۲۰۰ نارنجی در حال حرکت در خیابان‌های فریسکو بود. این ویدئو خیابان‌های خصوصی و همچنین تقاطع‌های شلوغ و یک دایره ترافیک را نشان می‌داد. همچنین دارای نمایشگری بود که حسگرها و دوربین‌های خودرو را نشان می‌داد که با اشیاء در جاده برخورد می‌کردند و عملکرد را از طریق نور خورشید با زاویه کم که حسگرهای معمولی را پنهان می‌کرد، برجسته می‌کرد.
سیستم‌های تشخیص شی خودرو سایر وسایل نقلیه، عابران پیاده و دوچرخه‌سواران را با خیال راحت شناسایی می‌کنند.
اتومبیل‌های درایو. ای آی شامل صفحه‌هایی در بیرون خودرو، یکی در کاپوت، یکی در پشت و یکی در همه جهات برای برقراری ارتباط با عابران پیاده است. صفحه‌ها نیز اعلان‌هایی مانند «ورود/خروج مسافران» یا «در انتظار عبور شما هستند» دارند.
درایو. ای آی داده‌ها را در مسیرها، برای ایجاد نقشه‌های سه‌بعدی با کیفیت بالا به جهت پشتیبانی از فناوری خودران، جمع‌آوری می‌کند.